# Keystone-Modul
Keystone-Module ist ein modulares Anschlusssystem für standardisierte Steckverbinder der elektrischen oder optischen Signalübertragung, das in Netzwerk-Installation, Laboren, Werkstätten oder im Bereich des Home Entertainment Anwendung findet. Im Gegensatz zu herkömmlichen Patchpanels sind die passiven Komponenten (Steckverbinder) von den Chassis getrennt erhältlich und nicht fest miteinander verbaut. 
Obwohl die Chassis in vielen verschiedenen Variationen angeboten werden, teils mit aufwändigem Kabelmanagement oder einfach bloß als Frontblech, ist allen gemein, dass sie rechteckige 14,9 × 17 mm messende Öffnungen (Ports oder Bays) aufweisen. In diese können dann die Keystone-Module eingerastet werden. Hierzu, und auch für die Demontage, ist in den meisten Fällen kein Werkzeug erforderlich.
Allgemein kann man sagen, dass für fast jede Steckverbindung, die sich im Rastermaß 14,9 × 17 mm abbilden lässt, ein Keystone-Modul angeboten wird. Am weitesten verbreitet sind RJ45-Verbinder, wobei alle gebräuchlichen Kategorien, mit oder ohne Staubschutzkappe, wassergeschützt oder sogar mit gesteigerter Übertragungsleistung für PoE+ vertreten sind. Zusätzlich gibt es auch Doppelkupplungen, um von beiden Seiten eine Steckverbindung patchen zu können. Das ist praktisch, wenn es erforderlich ist, eine aktive Komponente einzubinden, deren Netzwerkports auf der Rückseite herausgeführt sind.
Ferner bietet der Fachhandel auch Koaxialstecker, wie BNC, F-Stecker und Antennenstecker, RJ-11 und Lautsprecherverbinder (Cinch, Klinke, Schraub-/Klemmverbinder) sowie USB, TOSLINK, PS2 und HDMI. Außerdem sind Blindstopfen für nicht belegte Ports verfügbar. 
Das Keystone-Konzept eignet sich besonders für heterogene Verkabelungen, die viele verschiedene Signalübertragungen säuberlich auf ein Patchpanel bringen sollen, wie es in der Verdrahtung von modernen Wohnhäusern anzutreffen ist (LAN, Telefonie, Kabelfernsehen etc.) Auch bietet es viele Vorteile bei der Montage: so können nachträglich verlegte Leitungen leicht integriert werden, indem das neue Kabel zuerst außerhalb des Netzwerkschranks (gute Licht- und Arbeitsbedingungen) an das Keystone-Modul angeschlossen wird. Hiernach wird dieses in den Kabelbaum eingeflochten und in die Patchblende eingerastet. So wird vermieden, dass Patchpanels, welche bei 48 Ports und voller Belegung bis zu 10 kg wiegen können, gelöst und aus dem Schrank gehoben werden müssen. Hierdurch kann im Zweifelsfall sogar Downtime eingespart werden. Auch wird die Verschmutzung des Rackschrankes durch Kabelabschnitte verhindert. Schlussendlich ist es bei konventionellen Patchpanels im Gegensatz zu Keystone-Modulen nicht möglich, einzelne beschädigte Ports auszutauschen.
Ein relevanter Nachteil von Keystone-Modulen ist der bei identischen Installationen ca. 30 % höhere Materialpreis pro Leitung. Im Gegenzug kann Geld eingespart werden, indem man nur so viele Module anschafft wie auch Leitungen aufgelegt werden sollen. Konventionelle Patchpanels sind lediglich mit 12, 24 und 48 Ports erhältlich.
Keystone ist ein Standard, der von zahlreichen Herstellern verbaut wird. Die Verarbeitungsqualität und die Ausstattungsmerkmale unterliegen einer breiten Variabilität, dementsprechend auch die Preise. Trotzdem sind Keystone-Module und -Chassis aller Hersteller in der Regel frei und beliebig miteinander kombinierbar.
Die Konformität von Modulen und Chassis ist im US-Patent US 5624274 vom 7. November 1995 definiert.